# Шаньдун (авианосец)
Проект 002 или «Шаньдун» (кит. упр. 山东舰, пиньинь Shāndōng jiàn) (неофициальное название: кит. трад. 皮皮虾, пиньинь pí pí xiā, палл. пипи́ся, буквально: «рак-богомол») — авианосец военно-морских сил КНР, спущенный на воду в апреле 2017 года. Это второй авианосец КНР после «Ляонина» и первый построенный полностью в стране.
Корабль прошел доводку и ходовые испытания, после чего 17 декабря 2019 года поступил на вооружение ВМС НОАК. Первоначально китайские военные официально не подтвердили название авианосца Шаньдун до его ввода в эксплуатацию. Это привело наблюдателей к мысли, что он будет обозначен как «Тип 001A», а третий авианосец в Китае будет обозначен как «Тип 002». Тем не менее, после ввода в эксплуатацию Шаньдуна типа 002, наблюдатели теперь считают, что третий класс авианосца Китая будет обозначен как тип 003. Из-за скрытного характера программы китайских авианосцев, информация об официальном наименовании и назначении авианосцев не будет раскрыта до ввода в эксплуатацию.

## Строительство
Первый собственно китайский авианосец был построен Китайской корпорацией тяжёлого судостроения (Чжунго чуаньбо чжунгун цзитуань) в Даляне. Как сообщает агентство Синьхуа, первые работы по строительству корабля начались в ноябре 2013 года, а строительство его корпуса в сухом доке началось в марте 2015 года. Правительство не подтверждало публично существование корабля во время его строительства. На спутниковых снимках, сделанных для оборонной отрасли, на верфи в Даляне видны первые этапы строительства корпуса в марте 2015 года, а на следующий месяц — корпус с явными чертами военного корабля. Снимки появились в открытом доступе в Интернете. В октябре 2015 года предназначение корабля стало ещё яснее, когда началось строительство ангарной палубы. В декабре 2015 года представитель министерства обороны Китая подтвердил, что корабль является авианосцем и заявил, что «ведутся конструирование и строительные работы».
Корпус был построен к маю 2016 года после завершения взлётной рампы. Корабль был изготовлен из двух частей — девятипалубная передняя половина с мостом и грот-мачтой, была установлена в сентябре; в то время как кормовая половина с дымовой трубой и воздухозаборниками была установлена в последующие недели. К концу года корабль был в основном завершён структурно.
Авианосец был спущен на воду 25 апреля 2017 года.
Во время церемонии спуска название корабля не было объявлено, хотя ранее называлось имя «Шаньдун». Если предыдущий авианосец «Ляонин» с момента ввода в эксплуатацию в 2012 году использовался в основном как учебный корабль, то «Шаньдун» предполагается использовать в регулярной военной службе в условиях активизации деятельности Китая в Южно-Китайском море и ядерных амбиций Северной Кореи.

13 мая 2018 года авианосец покинул судостроительный завод и отправился в тестовое плавание.
17 декабря 2019 года в порту города Санья на юге острова Хайнань «Шаньдун» был передан Военно-морским силам Народно-освободительной армии Китая.

## Конструкция
Конструкция корабля в значительной степени повторяет конструкцию советского авианесущего крейсера «Адмирал Флота Советского Союза Кузнецов», так же как и первый китайский авианосец «Ляонин», который был построен из недостроенного корабля того же класса. По сравнению с «Ляонином» он модифицирован и усовершенствован, имеет улучшенный радар и может переносить больше боеприпасов и топлива, что позволяет ему перевозить больше самолётов, чем Ляонин (приблизительно 30—40 самолётов и вертолётов). Имеет длину более 300 метров и водоизмещение более 50 000 тонн (при загрузке — 70 000). Считается, что корабль оснащён обычными котлами на жидком топливе, которые приводят в движение паровые турбины. У него сохранился взлётный трамплин, что ограничивает размер авиационного крыла до вертолётов и истребителей Shenyang J-15. В будущих поколениях китайских авианосцев планируется использовать катапульты, которые позволят запускать более тяжёлые самолёты, в частности третий китайский авианосец Проект 003 получит электромагнитную катапульту.
Шаньдун — значительное улучшение по сравнению с Ляонином, построенным в советское время. Например, взлётный трамплин Шаньдуна имеет угол 12,0 ° вместо 14,0 ° на Ляонине. Это идеальный угол для запуска истребителя Shenyang J-15. Вместе с увеличенным ангаром, островом, который был уменьшен на 10 % и расширен по спонсонам в кормовой части правого борта, освободилось пространство, позволяющее перевозить до восьми самолетов и вертолетов. Остров включает в себя вторую застекленную палубу, которая позволяет разделить мост и зоны управления полетом, что повышает эксплуатационную эффективность. Он также имеет ограненную верхнюю область из четырех активных электронно-сканированных решеток (АФАР) для улучшенного радара S-диапазона типа 346A.

## Авиагруппа
Стандартная авиагруппа авианосца включает более 40 летательных аппаратов.
- Самолёты
  - Истребители: 24 J-15/J-15T. Ракетное вооружение самолётов: KD-88 — для наземных объектов; YJ-83 — против кораблей, YJ-91 — для подавления радаров; PL-10, PL-12 и PL-15 — класса воздух-воздух[23][24].
  - Самолёты радиоэлектронной борьбы: 2 (3) J-15D[25].
- Вертолёты
  - Вертолёты дальнего радиолокационного обнаружения и управления: 4 Z-18Y, созданные на базе гражданского вертолёта Avicopter AC313.
  - Противолодочные вертолёты: 6 Z-18F.
  - Транспортные вертолёты: 2 Z-18A.
  - Медицинские вертолёты: 1 Z-8JH
  - Поисково-спасательные вертолёты: 2 Z-9S.

На палубе авианосца были замечены беспилотные самолёты вертикального взлёта и посадки, похожие на модель CSC-005 (Xiang Yi) и модель CW-20 компании JOUAV. Не ясно, включены ли они в постоянную авиагруппу корабля или размещались временно, для испытаний.

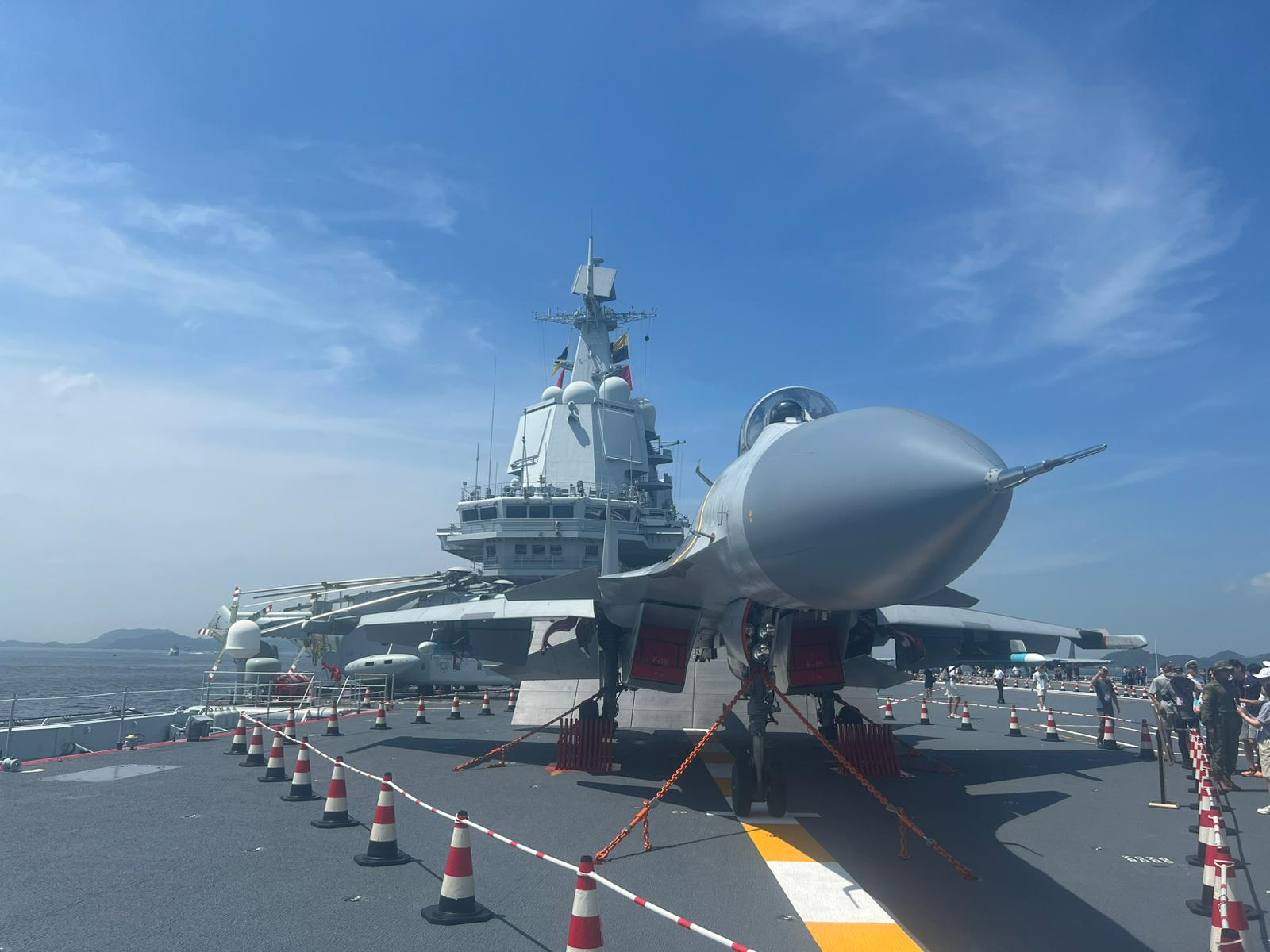
J-15
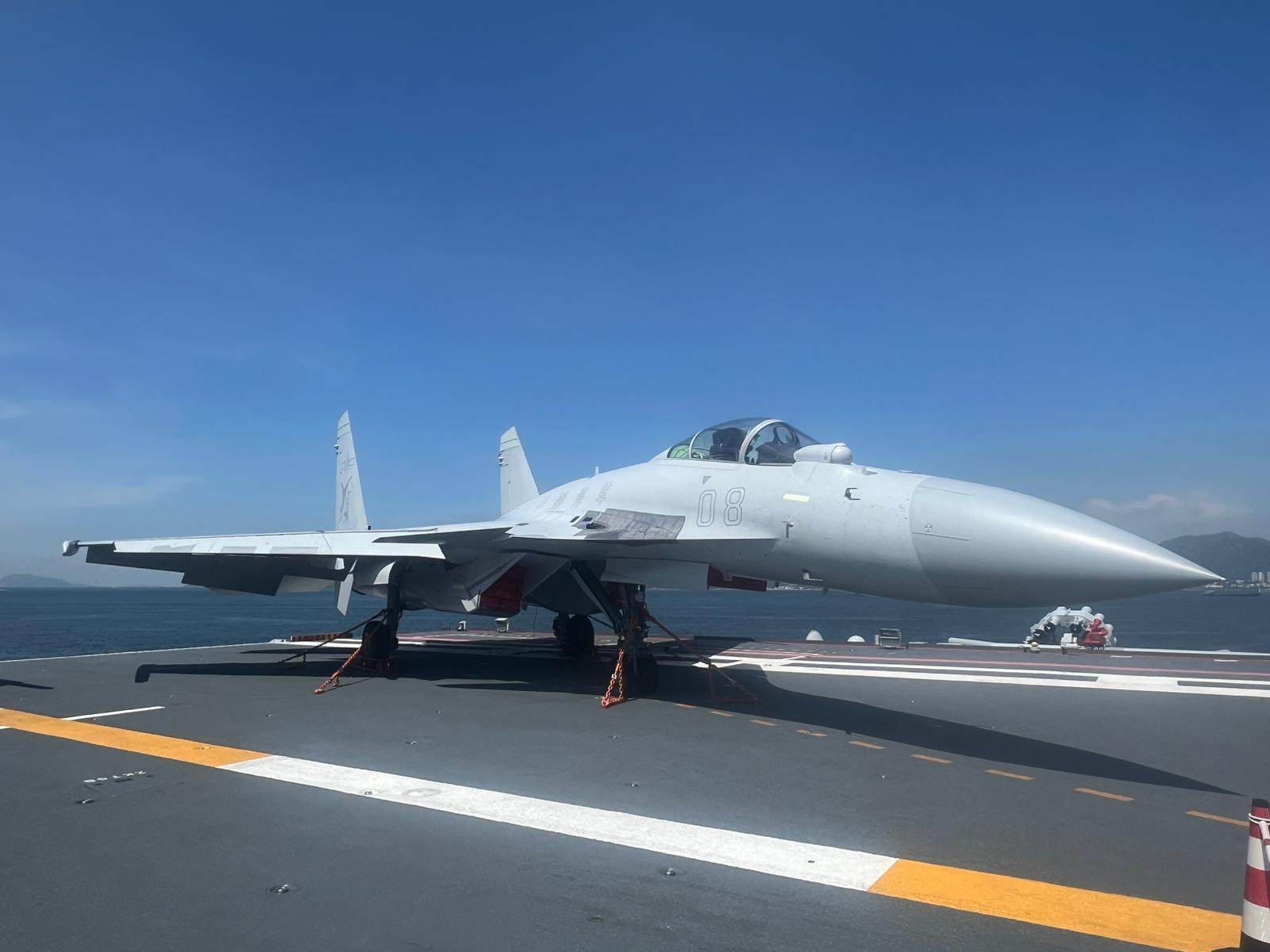
J-15T
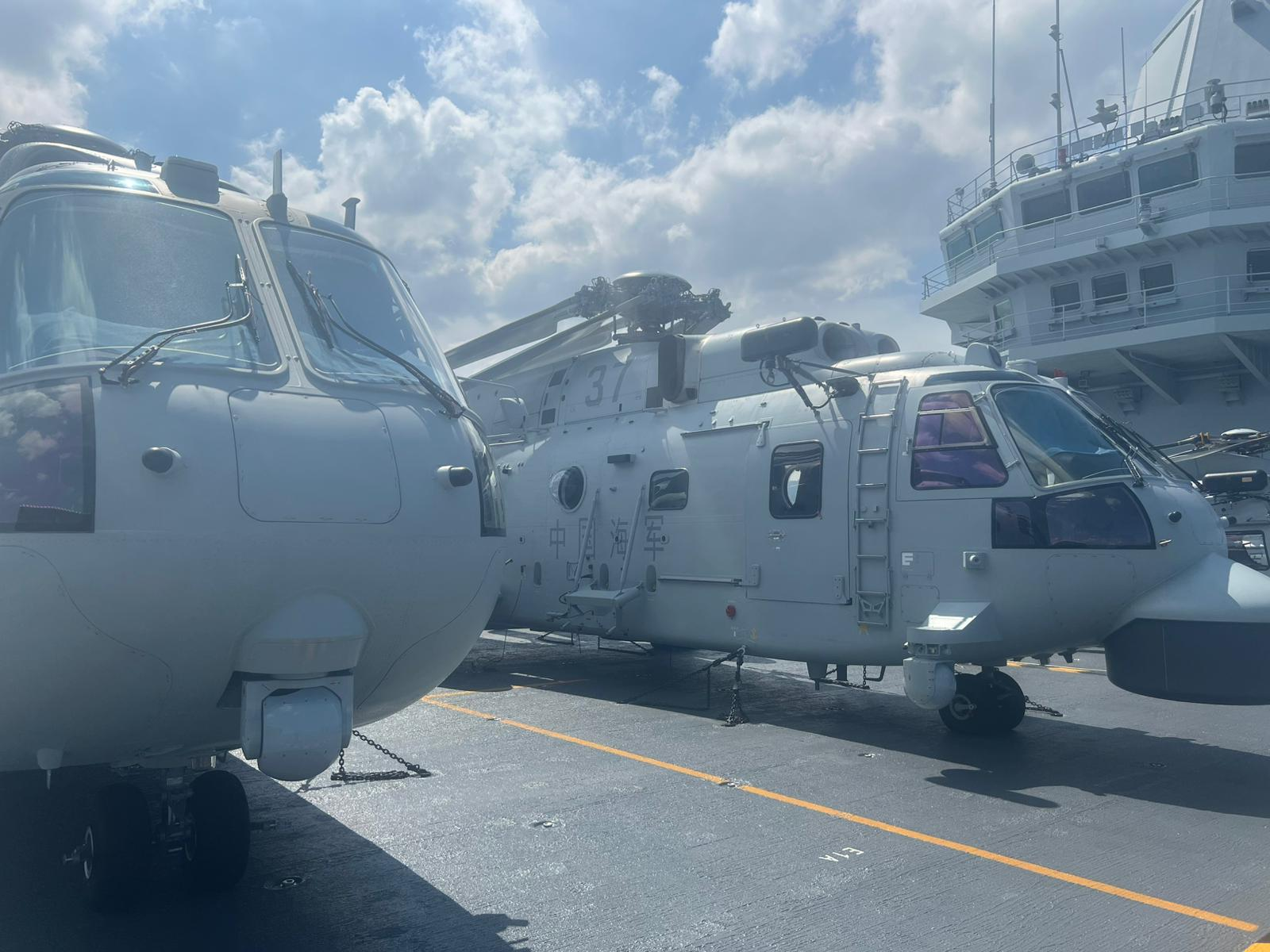
Z-18F (cправа)
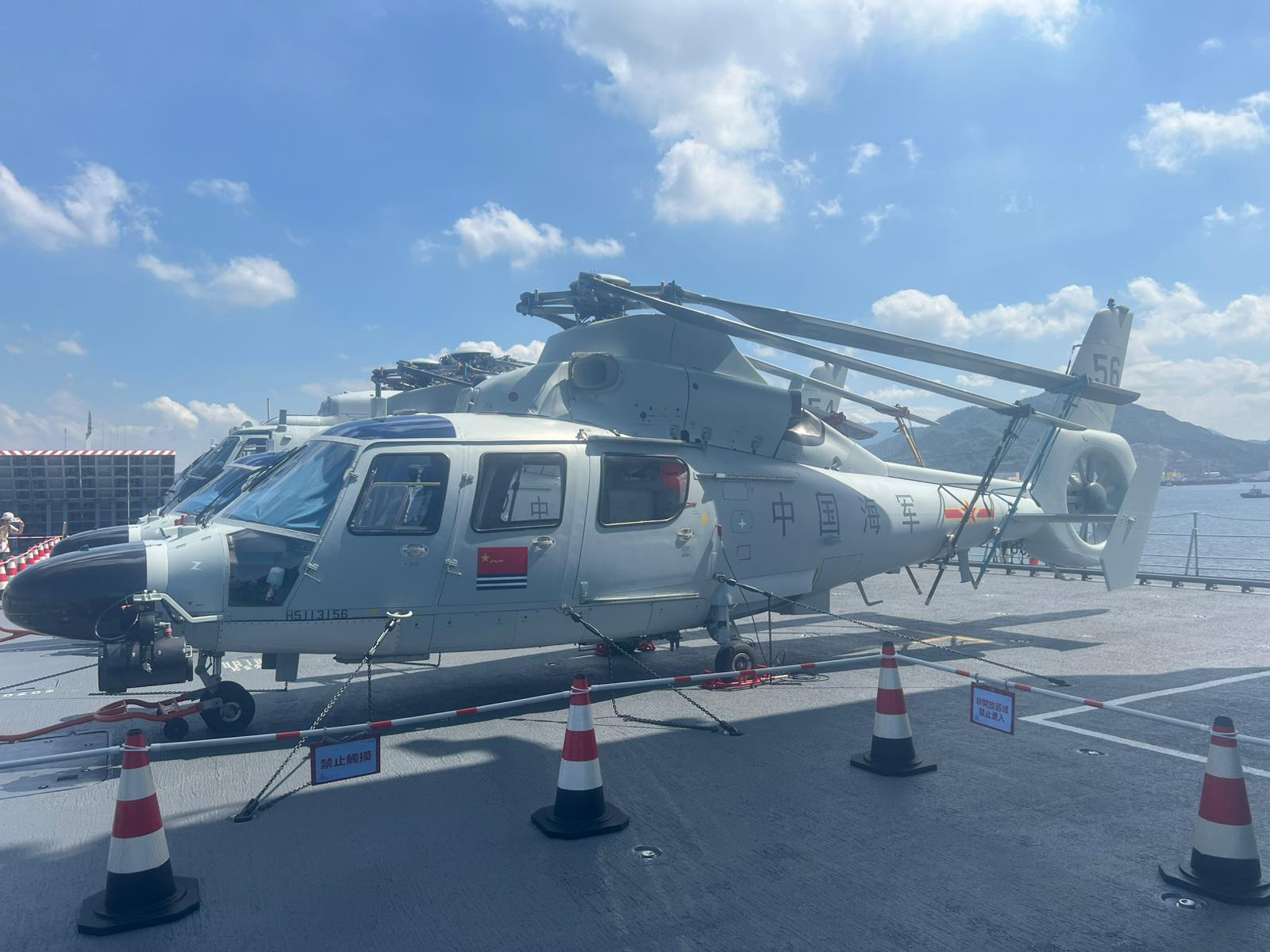
Z-9S

В омывающих Китай шельфовых морях палубные истребители управляются самолётами ДРЛОиУ KJ-500 аэродромного базирования, производство которых нарастает. KJ-500 военно-морских сил размещены на Хайнане, рядом с пунктом базирования авианосца «Шаньдун». Эти летающие радары перебрасывались на аэродромы Парасельских островов (Вуди) и архипелага Спратли (Огненный крест). Если KJ-500 незаменим в миссиях по завоеванию господства в воздухе, то для наведения противокорабельных ракет авианосной корабельной группы будет полезна морская патрульная версия беспилотника CH-5, уже проходящая лётные испытания.
Вдали от родных берегов «глазами» авианосца будут вертолёты Z-18Y, возможности которых значительно скромнее.

## Интересные факты
- Неофициальное китайское название авианосца стало вирусным в русскоязычном сегменте Интернета.[29]